# كأس النرويج 1979
كأس النرويج 1979 (بالنرويجية: Norgesmesterskapet i fotball for menn 1979)‏ هو الموسم 74 من كأس النرويج. أشرف على تنظيمه اتحاد النرويج لكرة القدم، وفاز فيه نادي فيكينغ.